# Tino Kuball
Tino Kuball (* 1962/1963) ist ein ehemaliger deutscher Basketballspieler.

## Leben
Der 1,92 Meter große Kuball spielte als Heranwachsender Basketball bei der BSG Empor Berlin, im Alter von 15 Jahren wechselte er innerhalb Berlins zur BSG Akademie der Wissenschaften (ADW). Bereits als Jugendlicher kam er zu Einsätzen in der Herrenmannschaft, mit der er mehrmals Meister der Deutschen Demokratischen Republik wurde. 1987 wurde Kuball, der als Zimmermann arbeitete, als DDR-Basketballer des Jahres ausgezeichnet. Mit AdW trat er auch im Europapokal an. Der Aufbauspieler wurde 44 Mal in die DDR-Nationalmannschaft berufen.